# Броутона

Розташування острова Броутона

Бро́утона (рос. Броутона, яп. 武魯頓島 Буротон) — незаселений вулканічний острів  розташований на півночі Південної групи Великої гряди Курильських островів в Охотському морі у Росії.
Острів є надводною частиною згаслого вулкану. Навколо острова до 4 км спостерігається досить сильна магнітна аномалія.
Площа острова становить 7 км². Є два струмки з прісною водою. .
Висота острова сягає 800 м. Уздовж берегів високі скелі висотою до 300 м.
В прибережних водах зарості морської капусти. На острові живуть морські леви, нерпи, калани. Серед птахів поширені кайри, топорики, фульмари, мартини, соколи, ворони, плиски, корольки.

## Назва
Його назва походить від імені Вільяма Роберта Броутона, британського капітана, який взяв на карту багато Курильських островів під час своїх подорожей у 1796—1798 рр. Його початкова назва айнів була Маканруру, що приблизно перекладається як «острів у сильній течії».